# Ericolophium itoe
Ericolophium itoe är en insektsart som först beskrevs av Takahashi, R. 1925.  Ericolophium itoe ingår i släktet Ericolophium och familjen långrörsbladlöss. Inga underarter finns listade i Catalogue of Life.